# 阪奈病院
阪奈病院（はんなびょういん）は、医療法人仁泉会が大阪府大東市に設置する病院。

## 診療科
（この節の出典）
- 内科
- 呼吸器内科
- 歯科
- 放射線科
- リハビリテーション科
- 皮膚科

## 医療機関の指定・認定
（下表の出典）
| 保険医療機関                     | 労災保険指定病院                               |
| 生活保護法指定病院               | 指定自立支援病院（更生医療）                   |
| 結核指定病院                     | 指定自立支援病院（育成医療）                   |
| 特定疾患治療研究事業委託医療機関 | 原子爆弾被害者一般疾病医療取扱病院             |
| 指定小児慢性特定疾病医療機関     | 身体障害者福祉法指定医の配置されている医療機関 |
| 第二種感染症指定医療機関         | 公害医療機関                                   |

- 救急告示病院に指定されている[2]。

## 交通アクセス
- JR学研都市線「野崎駅」より南へ徒歩約15分[3]
- JR学研都市線「住道駅」より近鉄バス「瓢箪山行」乗車、「平野屋」停留所下車5分[3]
- JR学研都市線「住道駅」より近鉄バス「瓢箪山行」乗車、「寺川」停留所下車8分[3]

## 不祥事・医療ミス・医療事故
- 2019年10月17日（報道日） - 2019年8月までの2年半の間に、抗生物質がほとんど効かない細菌の多剤耐性アシネトバクター（MDRA）に結核の入院患者19人が感染し、1人が発症して死亡していたことがわかった。感染症法は医療機関に対し、発症が確認されれば報告を義務づけているのにもかかわらず、病院は約7ヵ月間放置していた。ほかに17人が死亡したが、病院は「明らかな因果関係は認められない」と説明したが、大半は感染確認から２カ月以内に死亡していた。MDRAに感染したのは結核病棟で入院していた58～97歳の男女19人。2017年2月から2019年8月にかけて見つかった。2019年1月、発症による肺炎の悪化で死亡した男性患者（71歳）について、主治医はMDRAへの感染を把握していたが病院に報告しなかった。このため、病院から所管の保健所への報告義務も守られなかった。四條畷保健所が厳重注意した[4][5]。